# 风险
风险（英語：risk）是相對某有機体的，指某可能发生的事件（辭源於航海者），如果发生，能阻碍有機体的发展，甚至走向衰亡，风险是指事件发生与否的不确定性、危險、危機。如：「期貨投資，必須負擔極大的風險。」
風險與危害並不相同，舉例而言，存在於蘋果中的蠹蛾是一種危害，會造成蘋果的傷害，但是風險則是這樣的危害發生的機率，例如當一隻蠹蛾因為蘋果進口而進入蘋果林後，對於整體蘋果生產所造成的危害程度的機率。而這樣的風險機率計算，是否可以承擔或是要避開等後續的管理規劃以及如何管制，是計算風險的目的。
从认知学上讲，风险的损害发生与否，损害的程度取决于人类主观认识和客观存在之间的差异性。在这个意义上说，风险指在一定条件下特定时期内，预期結果和实际结果之间的差异程度。
如果风险发生的可能性可以用概率进行测量，风险的期望值为风险发生的概率与损失的乘积。

## 风险的特征
- 客观可能性

风险是客观存在，虽然可以采用防范措施防止或降低风险发生导致的损失，但是不可能完全消除风险。
- 偶然性

对于个别事件来看，风险导致事故的发生又有不确定性，不幸事件何时何地如何发生带来多大损失，有很大的偶然性，对于独立个体来说，事先难以确定。
- 可测性

单个风险的发生虽然是偶然的，但是大量同质个体某一时期某种风险的发生又有其规律性。就大量风险单位而言，风险发生可以用概率加以测度。

## 风险发生的因素
风险发生的因素是指引起或增加损失频率和损失程度的条件。
- 实质风险因素指对某一标的物增加风险发生机会或者导致严重损伤和伤亡的客观自然原因。如空气干燥是引起火灾的风险因素，地面断层是导致地震的风险因素。

- 心理风险因素指由于心理的原因引起行为上的疏忽和过失，从而成为引起风险的发生原因。例如乱扔烟头容易引起火灾、酒后驾驶容易引起交通事故等。

- 道德风险因素指人们的故意行为或者不作为。比如放火引起火灾、故意不履行合约引起经济损失等。

- 社會風險因素指可能會增加損失幅度或損失頻率的法律制度及文化環境。比如企業若因侵權行為造成他人之損害而應負賠償責任時，可能會因不同社會法律制度差異或是當時新聞與論的壓力而影響判決。

## 风险发生的过程
- 风险形成

风险形成的过程是风险发生的因素不断组合的过程。
- 风险发生

风险发生是风险因素不断组合、增加、成长所导致的结果。这个结果对于个体来说具有其偶然性，是不确定的，但是对于大量同质个体组成的总体而言，又有发生的总体趋势。
- 风险损害

风险发生导致价值的丧失，称为风险损害。损害的内涵很广，包括物质上的损失和精神上的创伤等。

## 风险的分类
风险分类有多种方法，常用的有以下几种：
- 按照风险的性质划分
  1. 纯粹风险：只有损失机会而没有获利可能的风险。
  2. 投机风险：既有损失的机会也有获利可能的风险。
- 按照产生风险的环境划分
  1. 静态风险：自然力的不规则变动或人们的过失行为导致的风险。
  2. 动态风险：社会、經濟、科技或政治變動产生的风险。
- 按照风险发生的原因划分
  1. 自然风险：自然因素和物力现象所造成的风险。
  2. 社会风险：个人或团体在社会上的行为导致的风险。
  3. 经济风险：经济活动过程中，因市场因素影响或者管理经营不善导致经济损失的风险。
- 按照风险致损的对象划分
  1. 财产风险：各种财产损毁、灭失或者贬值的风险。
  2. 人身风险：个人的疾病、意外伤害等造成残疾、死亡的风险。
  3. 责任风险：法律或者有关合同规定，因行为人的行为或不作为导致他人财产损失或人身伤亡，行为人所负经济赔偿责任的风险。

## 风险相关概念

### 风险与危险
我们经常会听到这样的说法：“投资股票的风险很大，但是高风险产生高回报”，“战争爆发的危险依然存在”等说法。风险与危险两者的相同点都是可能对行为主体发生损害，不同点在于，风险是抽象的概念，由多个因素构成，其结果导致损害，也可能导致获利；但是危险通常指一种具体的概念，其结果导致损害。保险公司经营的是风险，而不是危险。

### 风险与冒险
风险是一种客观存在，冒险是人的主观选择和决定。

### 道德风险
道德风险是风险的一种，归类于社会危险中，指人们故意行为或者不作为导致的风险。在保险业界最常见。例如为了获取全额的保险金补偿，被保险人在火灾发生时故意不施救；为获取巨额的保险金，故意使被保险的儿童处在危险状态等。道德风险又分为事前和事后。前者如自行车已向保险公司投保，因车主就不上锁而导致被盗；后者如汽车司机在汽车行驶中碰伤行人，由于保险公司往往设置免赔额，但司机为了获得保险公司赔偿而故意将被撞伤的行人增加原本可避免的更大创伤。

### 可保风险
可保风险是保险人愿意承保并能够承保的风险。判定可保风险有如下条件：
- 风险确实存在，并且有发生重大损失的可能

风险不存在则不需要保险，风险发生导致的损失小，则当事人自己就可承担，没有必要获得保险保障。
- 风险必须是意外的。

针对某个单独保险标的而言，风险的发生是偶然的，并且不是故意行为导致的。
- 风险必须是大量标的均有损失的可能，但是大量标的没有同时损失的可能。

只有有大量可能遭受同样风险，保险人才能估算损失；大量标的有同时损失的可能（此為巨災損失），保险人的生存就成了问题，如果承保无疑于赌博。
- 风险必须是非投机性的。

如果保险人承保投机风险，则被保险人可因风险发生获得利益，也可因风险发生导致损失时获得保险赔款，则被保险人确定获利。从而鼓励投机，导致保险人损失变大。
- 风险具有现实可测性。

有可测性，保险人才可能通过测度厘定费率。
- 保險成本須具經濟性

如果為了避免此項危險，其所需之保險費過高，則會造成企業之沉重負擔，而這並非保險之本意。保險在於提供保障，而非牽制生產。
- 合法性

保險所承保之標的，須為合法，否則均不可保。若承保將造成社會動亂。

### 高風險工作
造成危害或危險程度較高，需曝露於不安全環境下，或造成身體健康損害，必須付出較高代價的工作，在其他所有因素相同的情況下，一項工作的風險越大，所獲得的勞動報酬通常也越高。

## 风险的不同学说

### 损害可能说与损害不确定说
美国学者海恩斯（Haynes）最早提出风险的概念，对风险进行分类并对风险的本质进行了分析，定义风险为损失发生的可能性，为风险管理和保险相结合奠定了理论基础。
美国学者威利特（Willet）把风险理论与保险联系起来研究，把风险与偶然和不确定性联系起来，提出风险是客观存在的，具有不确定性，从保险业的角度探讨风险与损失之间的内在联系。

### 风险因素结合说和预期结果与实际结果差异说
佩费尔（Peffer）认为风险的不确定性是主观的，而概率是客观的。主张风险与风险因素结合起来概括，澄清了风险不确定说的暧昧关系。
威廉斯（Williams）和海因斯（Heins）认为风险是预期结果与实际结果的差异，差异越大则风险越大。从而对风险发生的不确定性进行了定义，认为不确定性也可测。